# تقصي الحقيقة
تقصي الحقيقة أو السعي نحو الحقيقة أو البحث عن الحقيقة (بالإنجليزية: Truth-seeking)‏ هي عبارة عن إجراءات تمكن المجتمع من التحقيق في جرائم الماضي وفظاعاته والقطع معها ومنع تكرارها، وعادةً ما تشكل لجان لتقصي الحقائق في البلدان التي خرجت من عهد عرفت فيه حكمًا استبداديًا أو نزاعًا مطول الأمد. إن أشهر مثال على ذلك هي لجنة الحقيقة والمصالح في جنوب أفريقيا، وبالطبع قد تكون هنالك العديد من الأمثلة الأخرى. غالبًا ما يكون مسؤولٌ عن هذه العمليات لجان المصالحة وإظهار الحقائق، حيث أنها تساهم في استعادة العدل، كما أنه هنالك العديد من الطرائق الأخرى أيضًا.
في أثناء عمليات تقصي الحقيقة، يُسمح للمسؤولين في البلاد أن يحققوا في ماضي المشتبه بهم من المجرمين، ومطالعة سجل جرائمهم، ويسمح لهم أيضًا بمحاولة إصلاح حال المجرمين، والاهتمام بعائلاتهم. هذه التحقيقات تأتي في سبيل معرفة المذنبين، سواءً كانت منظمات أو أفراد، لكن أحيانًا قد يتوصل المحققون إلى أسباب جذرية، أنماط من المعاناة التي دفعت بالمجرمين للقيام بما قاموا به، أو حتى عوامل اجتماعية أدت بهم إلى هذه الجرائم، إذا ذكرنا ما قد يحدث للأفراد، قد يكون بسبب اختفاء أحد المقربين لهم.
غالبًا ما يقوم بهذه العمليات كبار المسؤولين وأشخاص على أعلى مستوى من الخبرة والتمكن والمصداقية، وذلك في سبيل تقصي الحقيقة. العمليات التي تسعى نحو الحقيقة تسعى أيضًا لخلق وعي دائم لدى العامة بالقضايا التي تتمحور حولها الاستخبارات، غالبًا ما تصل هذه التقارير إلى العامة، عن طريق نشرها إليهم. تساعد هذه التقارير –التي وصلت إلى العامة أخيرًا- على خلق وعي لديهم بالعنف والمعاناة، التي يعاني منها المجرمون، والتي قد تسوقهم إلى أفعالهم الوحشية وجرائمهم. هذه العوامل المذكورة في التقارير، غالبًا ما يتم تجاهلها، أو إنكارها حتى؛ وهذا من ضروب تخفيف المسؤولية قدر الإمكان، وعدم التنكيل بها مستقبليًا.
بوضع هذه الحقائق في الحسبان، مع مراعاة الوقت والموارد المطلوبة من أجل إجراء هذه العمليات التي تسعى نحو الحقيقة، والتي تهدف أيضًا لإشباع حاجات الضحايا. إن كل من المنظمات الاجتماعية والمجتمع المدني والمنظمات غير الحكومية ومؤسسات الدعم المجتمعي، تبذل قصارى جهدها بالتعاون مع المنظمات الحكومية لإظهار الحقيقة وتمكين العدالة.

## الحق في معرفة الحقيقة
الكثير من الخطوات الممهدة لعمليات تقصي الحقيقة، هي أساسًا مبنية على الحق في معرفة الحقيقة. وما يعنيه مفهوم الحق في معرفة الحقيقة هو أنه من حق المجتمعات التي آوت الضحايا، تأثر هذه الضحايا بمجرمين سابقين أن يعلموا هوية المشتبه بهم، مع الإبقاء على حقهم كمواطنين في الاشتباه بهم هم أيضًا. تبعًا للمركز العالمي لتمكين العدالة فإنه ينص: «أي فرد حصل وأن عانى من أعمال وحشية ظلمته، فإن لديه الحق المُطلَق لمعرفة من هو المسؤول عما حدث له. وأي عائلة حصل وأن فقدت فردًا منها في ظروفٍ غامضة، لديها الحق الكامل في معرفة مصيره. وبنفس المنوال، فإن أي مجتمع حدثت فيه مثل تلك الجرائم الشنعاء، فإن لديه الحق في معرفة تاريخ مرتكبيها بدون أي تعتيم للحقيقة، أو إنكارٍ لها».
ويعتبر الحق في معرفة الحقيقة من المبادئ العرفية الهامة، بل ويندرج من ضمن القوانين العالمية أيضًا. وتم التعارف عليه من قِبل منظمة الأمم المتحدة على أنه مبدأ الحصانة، والإفلات من العقاب. وبتاريخ 24 مارس، أعلنت الأمم المتحدة أن هذا اليوم من كل عام سيكون اليوم العالمي للحق في معرفة الحقيقة، والتي تؤثر كثيرًا في حقوق الناس؛ لأجل عدم انتهاكها، وللحفاظ على كرامتهم، ويأتي هذا اليوم في ذكرى رئيس الأساقفة أوسكار روميرو، وقد صرّح بمبدأ حق الناس في معرفة الحقيقة، العديد من الهيئات المحلية والتي منها المحكمة الأمريكية لحقوق الإنسان، والعديد من المحاكم الأخرى المحلية.

## آليات السعي نحو الحقيقة
تُستخدم عدة وسائل من أجل ضمان تقصي الحقيقة، من هذه الحقائق: حماية الأدلة، جمع وتخزين بيانات الضحايا؛ من أجل الاستشهاد بها فيما بعد، إمكانية الوصول لأرشيف البيانات والمعلومات العامة، ونشر التقارير المُقارَنة للعامة.
لتنفيذ مثل تلك الوسائل، المؤسسات المسؤولة عن الحقيقة دومًا ما تُوعّي بقصص الضحايا. تعتمد هذه المنظمات بشكلٍ طبيعي على حكي جرائم الماضي، وأسبابها الجذرية، والتي أدت إلى صراعات مُدمِرة تاريخيًا. التعديلات التي أوصت بها هذه المنظمات، تدعوا لمشاركة جميع الجهود من المنظمات العالمية، المجتمعات الداعية للعدل، من أجل نشر الإصلاحات، وتوسيع الفحوصات، والمُقاضاة.
المنظمات الرسمية للسعي وراء الحقيقة، والتي يطلق عليها في غالب الأحيان منظمات عقد الصلح، انتشرت انتشارًا واسعًا في عدد من الدول، ونذكر من هذه الدول جنوب أفريقيا، دولة بيرو، دول تيمور ليستي، ودولة ليبريا، وجزر السولومون، وجنوب كوريا. بل وأن هنالك العديد من هذه المنظمات، التي تسعى لإظهار الحقيقة، بدأت بالفعل في النمو في الدول المتطورة، والتي منها دولتي كندا وألمانيا.

## المنظمات غير الرسمية أو تقصي الحقيقة المحلي
أصبحت المنظمات غير الرسمية والتي تسعى لإظهار الحقيقة منتشرة بشكل ملحوظ في الثمانينات والتسعينات من القرن الماضي، ويمكن ملاحظة ذلك في دول أمريكا اللاتينية، وقد كان هذا واضحًا في المنظمات المجتمعية والتي منها الكنائس والمعاهد الأكاديمية والتي لعبت دورًا هامًا جدًا في توثيق الانتهاكات التي حصلت في حق الأشخاص، ونشر التقارير الفاضحة للقضايا، وكل ما حدث بعد فترة الحكم العسكري آنذاك. إن هذه الجهود غير الرسمية، ومنها الأعمال التطوعية على سبيل المثال، غالبًا ما تخدم لدعم وبناء دولة مبنية على تمكين العدالة، بل وأحيانًا نتائجَ أفضل من ذلك، وعلى سبيل المثال ما يحدث في دولة جواتيمالا. وأيضًا المنظمات غير الرسمية، والتي تسعى نحو الحقيقة ينتج عنها الكثير من المبادرات، هذه المبادرات بدأت في الانتشار بشكلٍ فعال في شمال أيرلندا وفي الولايات المتحدة وفي جنوب كوريا وفي العديد من الأماكن الأخرى، ولا تزال الدعاوى من أجل تعزيز تقصي الحقيقة تنتشر في العديد من الدول الأخرى والتي منها كامبوديا وكولومبيا.